# Poltava (1911)
El Poltava (Полтава en ruso) fue un acorazado de la clase Gangut de la Armada Imperial Rusa. Fue hundido por la artillería alemana durante el cerco a Leningrado en 1941. El pecio fue reflotado y desguazado en 1950.

## Historial
El Poltava fue construido por el Astillero del Almirantazgo en San Petersburgo. Fue depositado el 16 de junio de 1909 y botada el 23 de julio de 1911. A finales de octubre de 1914 fue golpeada por su gemelo Gangut, que atascó su ancla, dañó su casco y retrasó sus pruebas hasta finales de noviembre de 1914. Entró en servicio el 30 de diciembre de 1914 cuando llegó a Helsinki y fue asignado a la Primera Brigada de Acorazados de la Flota del Báltico. Sin embargo, las pruebas de artillería y torpedos tuvieron que posponerse hasta mediados de 1915 debido al espeso hielo invernal. Fue el único barco de la clase que realizó una prueba de velocidad a máxima potencia, lo que se llevó a cabo en noviembre de 1915. Desempeñó un papel pasivo en la Primera Guerra Mundial ya que su papel era evitar que los alemanes irrumpieran en el Golfo de Finlandia, algo que los alemanes ni siquiera intentaron. Encalló en junio de 1916, pero sufrió pocos daños. Su tripulación participó en la Revolución de febrero de 1917. El buque y la mayor parte de la Flota del Báltico evacuaron Helsingfors entre el 12 y el 17 de marzo de 1918 a pesar del hielo invernal en el Golfo de Finlandia. Debido a la escasez de tripulación, el buque fue puesto en reserva a largo plazo en Petrogrado en octubre de 1918. 
El 24 de noviembre de 1919 se produjo un incendio en la sala de calderas de proa y destruyó gran parte de su interior. A partir de entonces fue siendo canibalizado progresivamente como fuente de repuestos para sus buques gemelos. Junto con el crucero de batalla Izmail de la clase Borodino, se consideró su conversión en portaaviones en 1924 para prestar servicio en el Mar Negro, pero esto resultó ser demasiado ambicioso y costoso dado el estado de la economía soviética tras el final de la Guerra civil rusa. Un objetivo más modesto era restaurarlo a su configuración original. Baltic Works comenzó a trabajar en el protecto en 1925, pero agotó los fondos asignados el 15 de febrero de 1926, momento en el que se estimaba que estaba completado en un 46,5%. El 7 de enero de 1926 recibió el nombre de Frunze, en honor al recientemente fallecido líder militar bolchevique Mijaíl Frunze. Se consideraron planes posteriores que se centraron en reconstruirlo como un equivalente modernizado de sus gemelos o incluso como crucero de batalla, con una torre que debía retirarse para ahorrar peso, pero finalmente se abandonaron los trabajos el 23 de enero de 1935. En 1934, dos de sus torretas fueron enviadas para reforzar las fortificaciones de la Fortaleza de Vladivostok en la isla Ruski. Kliment Voroshílov aprobó un último plan para convertirlo en una batería flotante, pero Baltic Works no tenía capacidad suficiente y este proyecto fue cancelado el 9 de julio de 1939. Durante este período fue utilizada como suerte de cuartel flotante mientras se le iban retirando piezas, hasta que fue descartada formalmente el 1 de diciembre de 1940, después de que el desguace ya había comenzado a un ritmo sostenido. Después de la invasión alemana, fue remolcado a Kronstadt y encallado a finales de julio de 1941 cerca del Canal del Mar de Leningrado. Durante el asedio de Leningrado, su casco se utilizó como base para barcos pequeños. Fue reflotado el 31 de mayo de 1944, remolcado a Leningrado y desguazado a partir de 1949. 
Después de la Segunda Guerra Mundial, se utilizaron dos torretas y sus cañones para reconstruir la Batería de Defensa Costera 30 (Maksim Gor'kii I) en Sebastopol. Permaneció en servicio en la Armada soviética hasta 1997,[10] con sus otras dos torretas permaneciendo en Vladivostok. Al Poltava a veces se le conoce en Rusia, en tono jocoso, como "el acorazado más largo del mundo".